# Čínsko-indický hraniční konflikt v oblasti Doklam (2017)
Čínsko-indický hraniční konflikt v oblasti Doklam byl konfliktem mezi Indickými ozbrojenými silami a Čínskou lidovou osvobozeneckou armádou. Důvodem sporu byla Čínou stavěná silnice v oblasti Doklam, kde se střetávají hranice Číny, Indie a Bhútánu. Dne 16. června 2017 začaly čínské jednotky se stavebními vozidly a vybavením pro stavbu silnic prodlužovat stávající čínskou silnici směrem na jih až na území Doklamu. Tuto oblast si nárokuje jak Čína, tak indický spojenec Bhútán.
Dne 18. června 2017 v rámci operce Juniper překročilo kolem 270 ozbrojených indických vojáků se dvěma buldozery hranici indického státu Sikkim, aby zabránilo čínským jednotkam v další výstavbě silnice. 28. srpna obě dvě strany oznámily stažení všech vojsk z oblasti konfliktu.